# Zamek Cesarski w Poznaniu
Zamek Cesarski w Poznaniu, obecnie Centrum Kultury Zamek w Poznaniu (niem. Königliches Residenzschloß) – najważniejsza budowla Dzielnicy Cesarskiej, powstała dla ostatniego cesarza niemieckiego i króla Prus Wilhelma II. Zamek został zaprojektowany przez Franza Schwechtena, jednak wiele elementów wprowadzono na życzenie Wilhelma II. Cesarz osobiście ustalił szczegółowy plan swojej nowej rezydencji.

## Opis

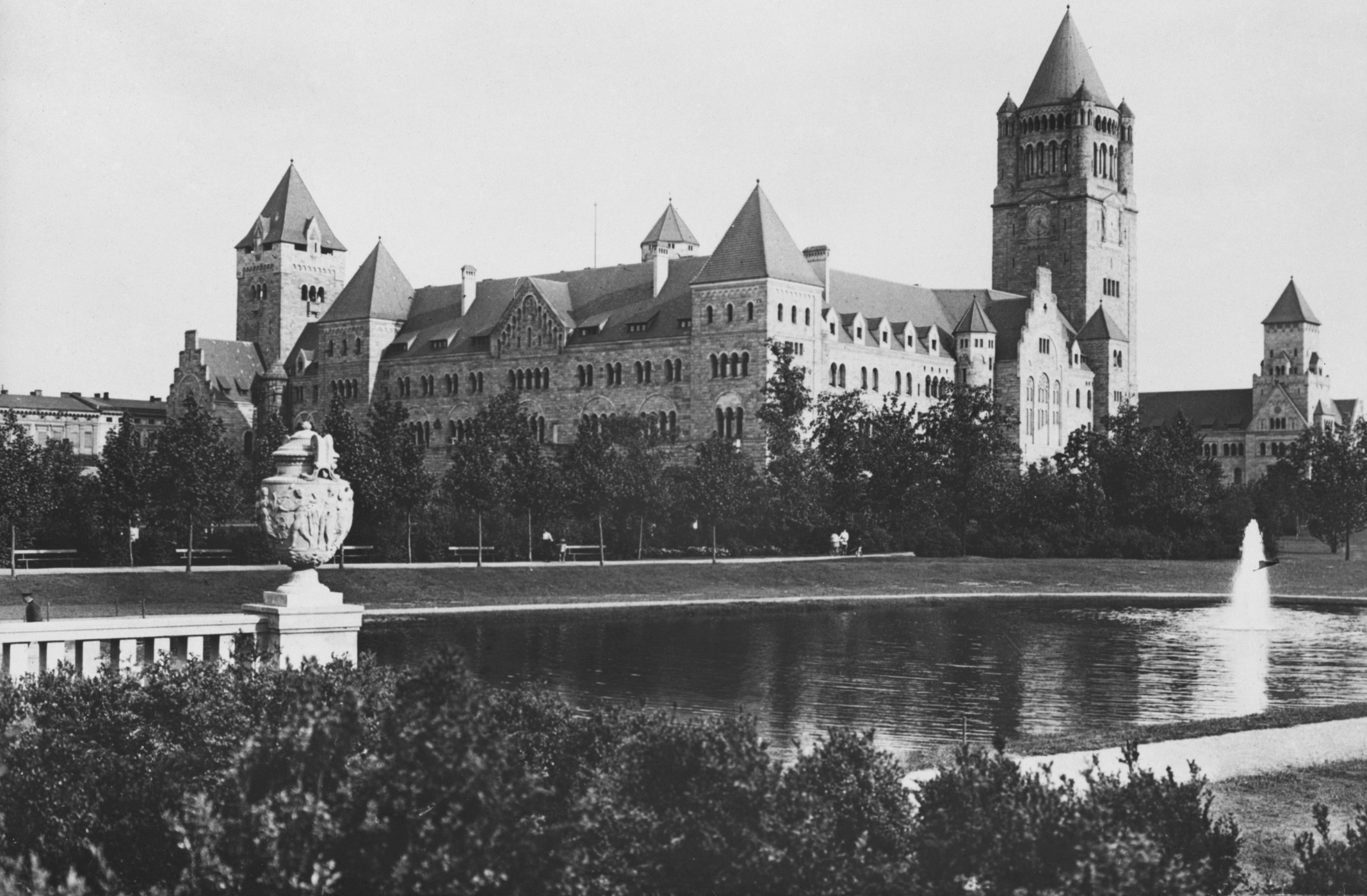
Zamek na przedwojennej fotografii

Budowę rozpoczęto w 1905 (pierwsze prace terenowe miały miejsce jeszcze w 1904), a już pięć lat później architekt osobiście wręczył klucze cesarzowi 21 sierpnia 1910 roku podczas jego wizyty w Poznaniu, zwanej Posener Kaisertage (cesarz był tu jeszcze drugi raz – przy okazji oddania do użytku kaplicy zamkowej – 27 sierpnia 1913). Koszt budowy był wysoki jak na ówczesne czasy i wyniósł 5 milionów marek. Jest to jeden z najmłodszych zamków w Europie. Pierwszym i jedynym burgrabią (niem. – Schlosshauptmann) zamku (1906–1918) był pomorski ziemianin hrabia Bogdan Hutten-Czapski.

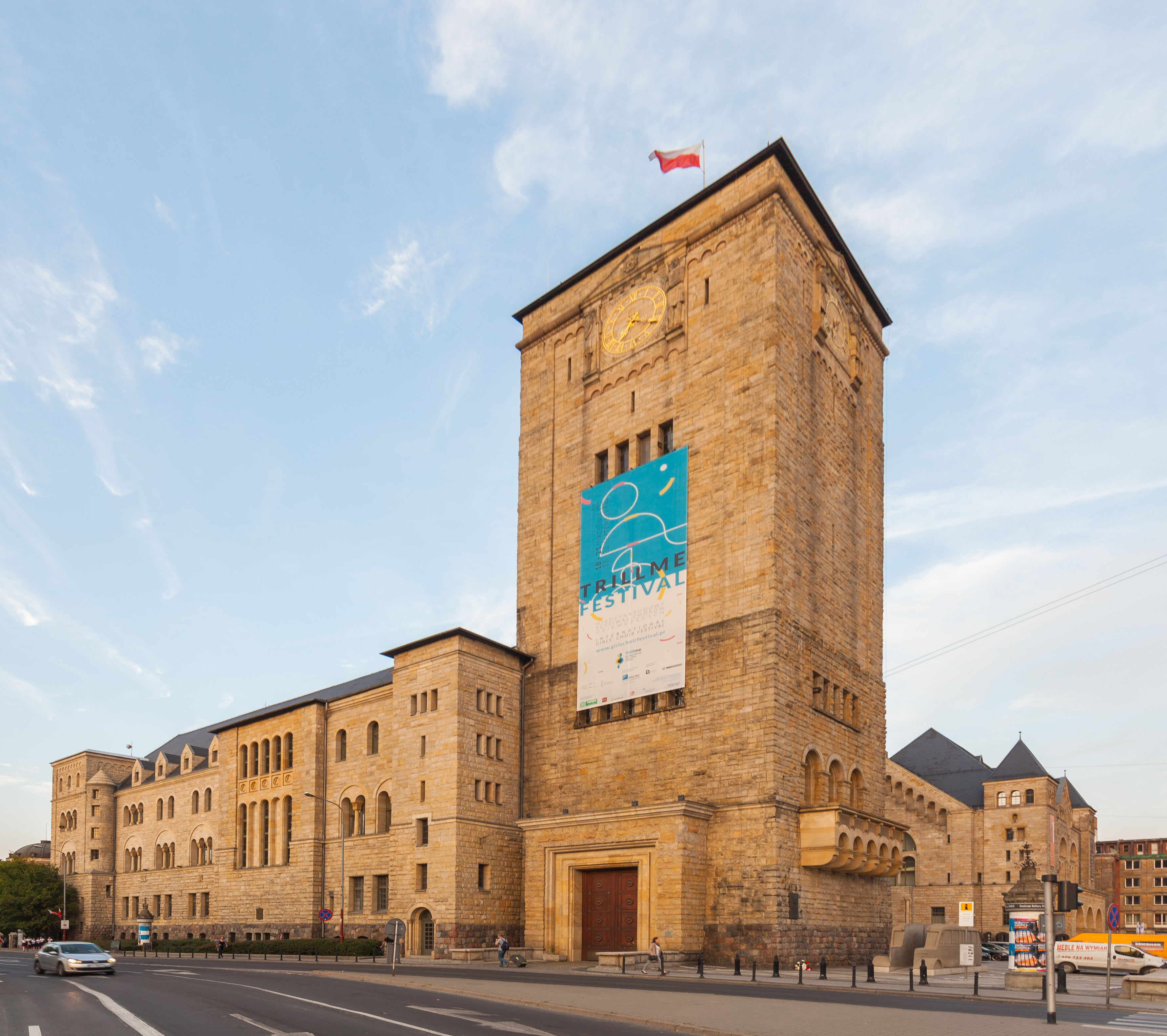
Widok z południowego zachodu, z ulicy Święty Marcin. W wieży zamkowej widoczne jest wejście przeznaczone dla cesarza

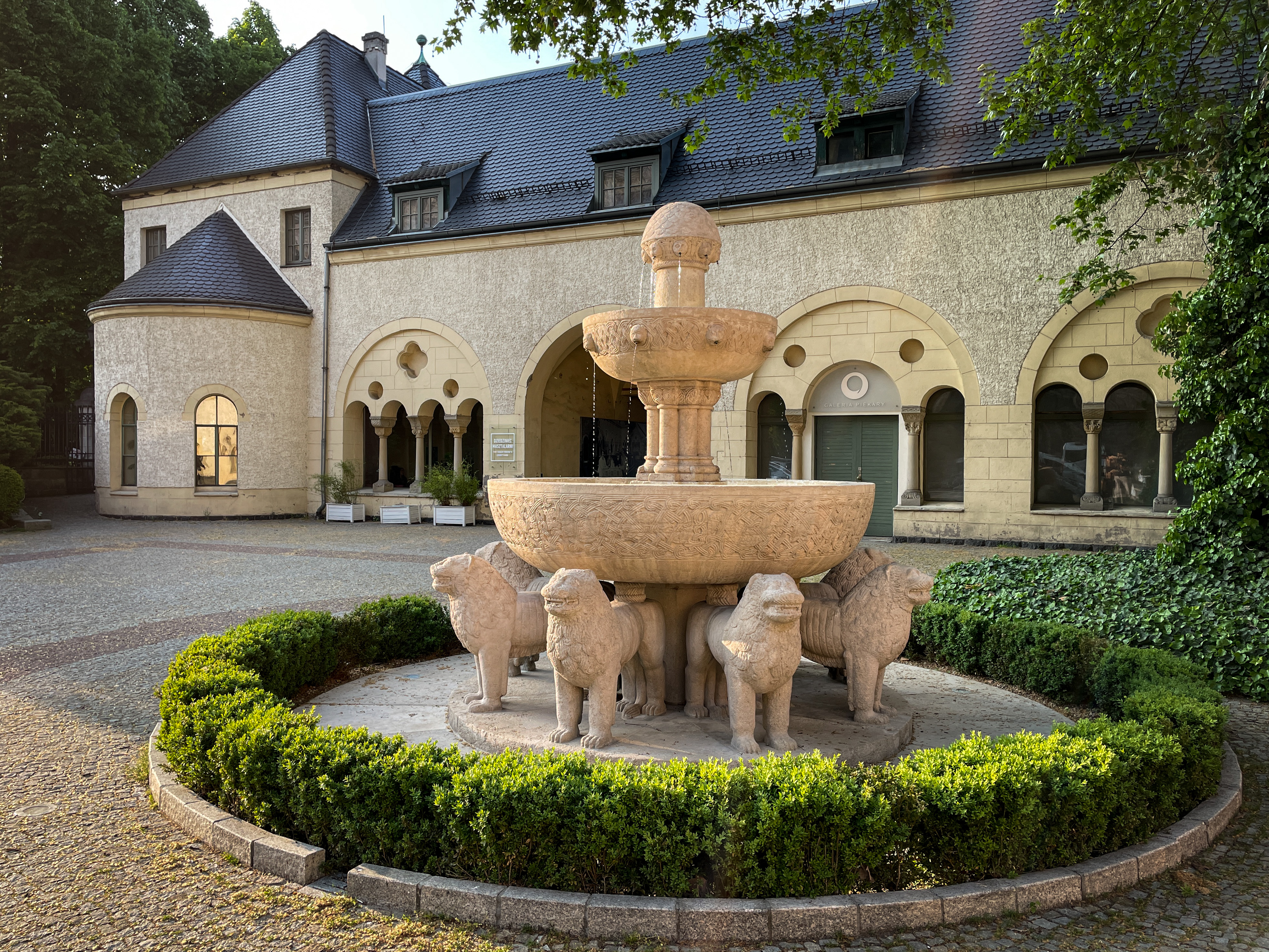
Fontanna Lwów na dziedzińcu różanym

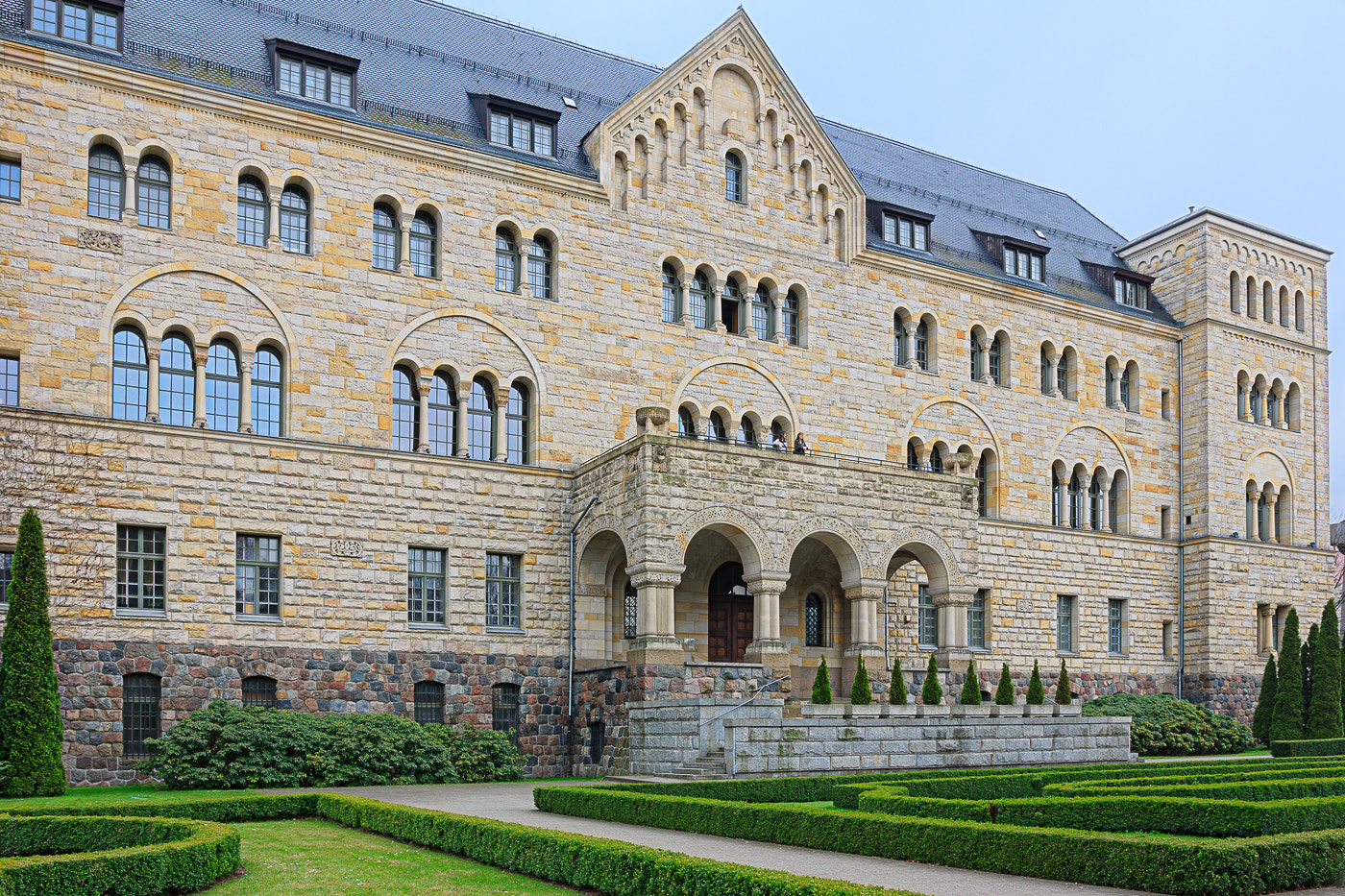
Dawne wejście główne – do czasów II wojny światowej

Zamek został wzniesiony na planie nieregularnego wieloboku w stylu neoromańskim, uważanym przez cesarza za najbardziej germański i reprezentujący świetność Świętego Cesarstwa. Nowa siedziba miała raz na zawsze potwierdzić przynależność Wielkopolski do Rzeszy. Znajdujący się w południowej części budynek główny składał się z dwóch skrzydeł – zachodniego, które było większe i mieściło pomieszczenia mieszkalne, oraz wschodniego, w którym mieściły się pomieszczenia reprezentacyjne. Na parterze zachodniej części znajdowały się pokoje marszałka dworu, ochmistrzyni oraz pozostałych członków świty cesarskiej. Pierwsze piętro zajmowały apartamenty pary cesarskiej i prywatna kaplica (zaprojektowana w stylu bizantyńskim przez Augusta Oetkena), znajdująca się w wieży. Wejście przeznaczone wyłącznie dla cesarza znajdowało się w zachodniej elewacji wieży skąd schody prowadziły bezpośrednio na pierwsze piętro. Sypialnię cesarza i cesarzowej łączył korytarz, w którym stały posągi czterech władców: Gerona, Ottona I, Fryderyka Barbarossy i Władysława II Śląskiego. Drugie piętro przeznaczone było dla następcy tronu (tzw. pokoje książęce). Większość pomieszczeń miała połączenie z foyer biegnącym dookoła wewnętrznego dziedzińca.
Najwspanialszym pomieszczeniem skrzydła reprezentacyjnego była Sala Tronowa nawiązującą do bizantyjskich bazylik. Z trzech stron oświetlały ją wielkie okna, otoczone wspartymi na kolumnach arkadami. Pomiędzy łukami umieszczono osiem posągów przedstawiających cesarzy niemieckich, a we wnęce środkowej arkady orientalny tron cesarski. Ponad nimi znajdowały się galerie dla gości i orkiestry. Wejście do tej części Zamku znajdowało się od strony ul. Wałowej (dzisiejszej ul. Kościuszki). Na tyłach pałacu w kierunku ul. Berlińskiej (dziś ul. Fredry) znajdował się ogród zamknięty od wschodu i północy pomieszczeniami dla służby oraz stajnią, garażami i wozownią (nazywaną też masztalarnią). Na dziedzińcu różanym po dziś dzień stoi Fontanna Lwów wzorowana na podobnej fontannie z Patio de los Leones w Alhambrze w Grenadzie. Od ulicy św. Marcin główny budynek oddzielony był podwórzem otoczonym kutym, żelaznym płotem.
Również umiejscowienie budowli nie jest przypadkowe. Po zniesieniu twierdzy postanowiono przekształcić Poznań w miasto-rezydencję. Na wyrównanych wałach, na wylocie Bramy Berlińskiej stanowiącej główne wejście do miasta odkąd na Jeżycach zbudowano dworzec kolejowy postanowiono stworzyć Dzielnicę Cesarską. Zaprojektował ją jeden z największych wówczas urbanistów Europy – Joseph Stübben. W skład kompleksu weszły:
- gmach Poczty Głównej
- Ziemstwo Kredytowe
- Collegium Maius
- Aula Uniwersytetu Adama Mickiewicza
- Collegium Minus
- Collegium Iuridicum
- Opera
- budynek Akademii Muzycznej
- Kościół Najświętszego Zbawiciela w Poznaniu
- oraz Zamek Cesarski, w pobliżu którego (na dzisiejszym pl. A. Mickiewicza) stanął pomnik Ottona von Bismarcka

Podczas walk powstania wielkopolskiego w piwnicach zamkowych znajdowały się kuchnie z potężnymi piecami, przygotowujące posiłki dla powstańców.
Po powstaniu zamek stał się własnością Skarbu Państwa. Uchwałą Rządu RP z 1921 oddany został do dyspozycji Naczelnika Państwa, a następnie prezydenta. Przez okres swojego istnienia mieściło się tu Ministerstwo byłej Dzielnicy Pruskiej, którego zadaniem było doprowadzenie do zjednoczenia Wielkopolski z pozostałymi ziemiami odrodzonego państwa. W Zamku mieściły się również niektóre zakłady Uniwersytetu Poznańskiego, organizacje studenckie, harcerskie oraz redakcje kilku czasopism.
W roku 1939, niemal natychmiast po rozpoczęciu działań wojennych, zdecydowano o przebudowie dawnej rezydencji cesarskiej na siedzibę Adolfa Hitlera i sprawującego w jego imieniu funkcję namiestnika Reichsgau Wartheland, Artura Greisera. Przygotowanie projektów powierzono Franzowi Böhmerowi. W wyniku tej decyzji, w podjęciu której miał udział Albert Speer, gruntownie zmieniono układ wnętrz i ich funkcje. Wszystkie najważniejsze pomieszczenia urządzono w totalitarnym stylu architektury III Rzeszy. W miejscu dawnej kaplicy powstał osobisty gabinet Hitlera, z podgrzewanym elektrycznie balkonem, z którego führer miał przyjmować defilady. Nie ma jednak żadnych dowodów na to, że Hitler kiedykolwiek był w Poznaniu. Zamek widział jedynie na fotografii. Gabinet był urządzony identycznie jak jego odpowiednik w Kancelarii Rzeszy w Berlinie (jego wystrój został niezmieniony do dziś i często pełni rolę dekoracji filmowej). Przystąpiono również do gruntownej przebudowy Sali Tronowej, która miała pełnić funkcję miejsca zgromadzeń. W południowej elewacji wybito nowe, reprezentacyjne wejście. Pod podwórzem od ul. św. Marcin powstał schron przeciwlotniczy na 375 osób. Prowadzona przebudowa została przerwana dyrektywą Hitlera w 1943 roku, co związane było z niemieckimi niepowodzeniami na froncie wschodnim.

Po kapitulacji cytadeli 23 lutego 1945 roku w zamku powstał obóz przejściowy dla jeńców niemieckich, a następnie w kompleksie mieściły się koszary Ludowego Wojska Polskiego.

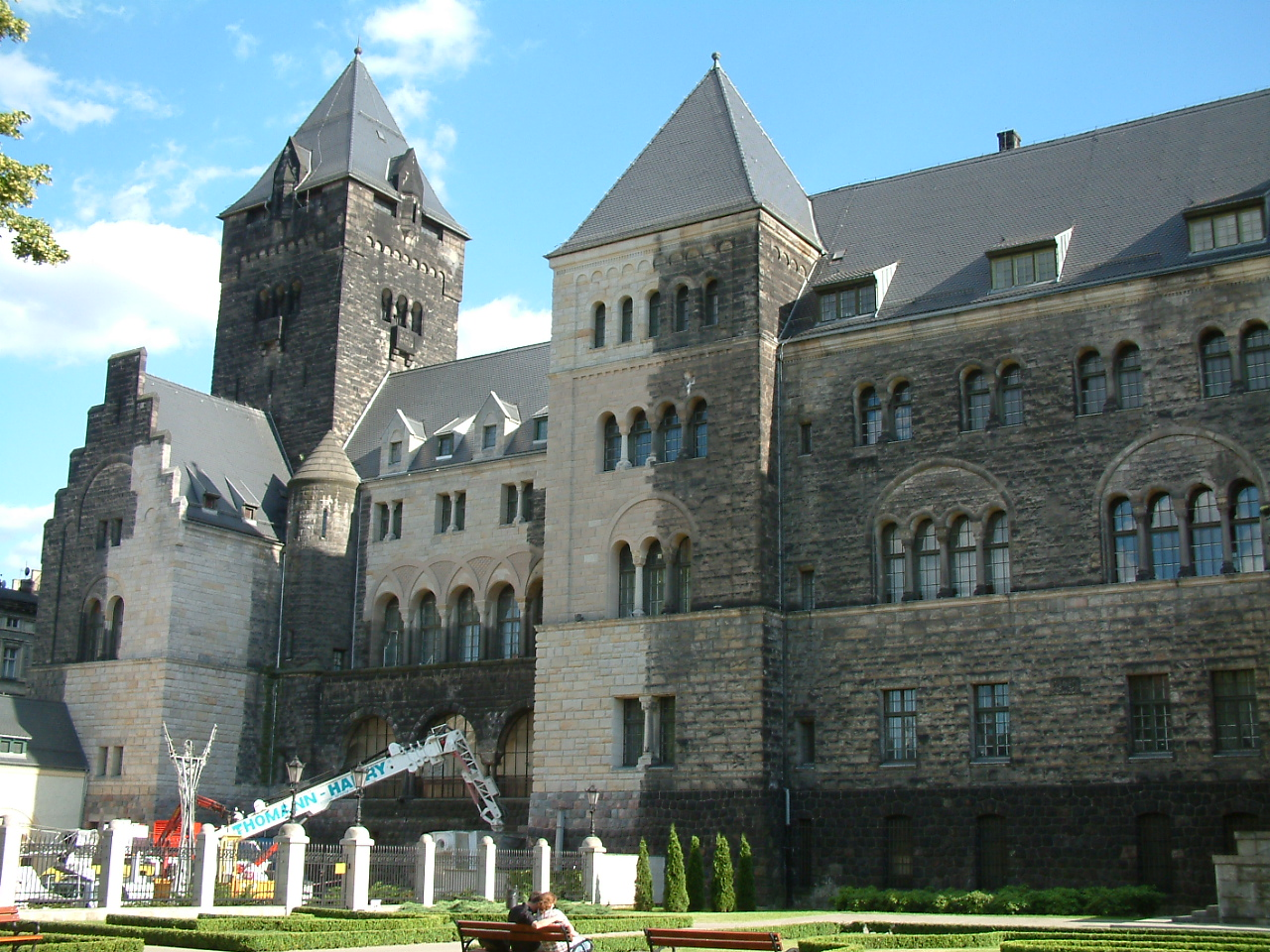
Fasada Zamku Cesarskiego podczas czyszczenia i renowacji

W okresie powojennym rozważano zburzenie budowli kojarzącej się z okresem zaborów i niemieckiej okupacji. Ostatecznie jednak (głównie ze względu na szczupłość środków finansowych) ograniczono się do usunięcia większości symboli nazistowskich i rozebrania uszkodzonej najwyższej kondygnacji wieży zegarowej. Bolesław Szmidt w 1950 stworzył koncepcję głębokiej przebudowy zamku: wprowadzenia osłony ekranowej dla pruskiej architektury, dobudowę dwukondygnacyjnego łącznika między wieżą a Salą Tronową, zabudowę krużganków na wzór wawelskich na zachodniej ścianie, podwyższenie wieży zegarowej poprzez wprowadzenie smukłego laskowania na ścianach i zwieńczenie akroterionami, stworzenie nowego wystroju dla sal Błękitnej i Marmurowej (z tego programu zrealizowano tylko dwie wymienione sale, mimo że wycięto już drzewa i zwieziono cegły na przebudowę). Przyczyną zaniechania prac mogła być niechęć części poznańskiego środowiska architektonicznego do Szmidta, który był postrzegany jako przybysz z Warszawy.

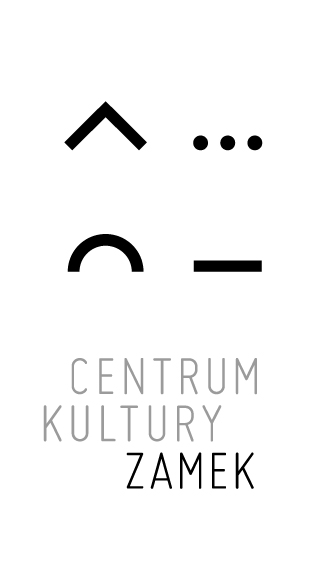
Centrum Kultury Zamek

W 1948 roku zamek przemianowany został na Nowy Ratusz i stał się siedzibą Miejskiej Rady Narodowej, a w 1962 – Pałacu Kultury. Działała tu m.in. Sala Tradycji Ruchu Młodzieżowego. 6 marca 1979 Zamek Cesarski został wpisany do rejestru zabytków jako dobro kultury. Obecnym gospodarzem i administratorem budowli jest Centrum Kultury „Zamek”. W sali tronowej mieści się Sala Wielka, w niektórych apartamentach funkcjonują sale wystawowe i koncertowe. Zamek jest ponadto siedzibą wielu instytucji, m.in. Teatru Animacji, Centrum Sztuki Dziecka. Na dziedzińcach zamkowych w sezonie letnim często odbywają się koncerty, spektakle teatralne i projekcje filmowe. Rozważana jest odbudowa zniszczonej części wieży.
Od 2002 zamek jest głównym miejscem prezentacji sztuki w ramach Międzynarodowego Triennale Rzeźby. W czerwcu tego samego roku otwarto od strony Świętego Marcina (parter) Muzeum Powstania Poznańskiego – Czerwiec 1956. W 2010 odbyły się uroczyste obchody 100-lecia budowli. W roku 2010 rozpoczęła się przebudowa kompleksu Sali Wielkiej. Prace zakończono pod koniec 2012.

## Parametry techniczne
W momencie zakończenia budowy zamek opisywały następujące liczby:
- 585 pomieszczeń
- wieża o wysokości 75 m
- powierzchnia gmachu głównego – 25 127,10 m²
- powierzchnia użytkowa – 13 501,31 m²
- waga tronu cesarskiego (podwójnego) – 3,5 tony.

## W kulturze popularnej
W zamku toczy się akcja kilku powieści Piotra Bojarskiego: "Coraz ciemniej w Wartheland" (powieść historyczna z wątkami sensacyjnymi), „Rache znaczy zemsta” (powieść historical-fiction), kryminał retro "Szmery" oraz „Juni” (powieść o Czerwcu 1956).
W zamkowych wnętrzach realizowano część zdjęć do filmu Serce miłości (2017) w reżyserii Łukasza Rondudy.

## Galeria

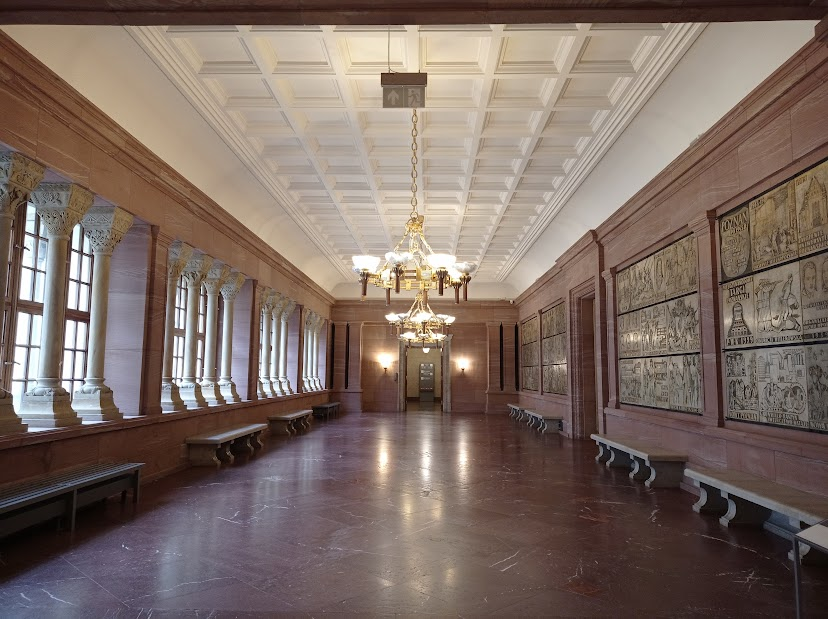
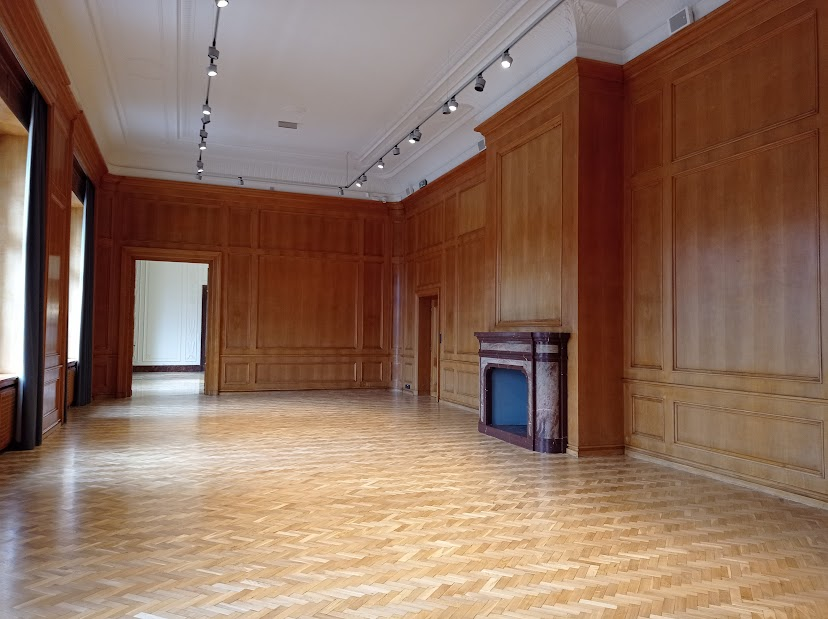
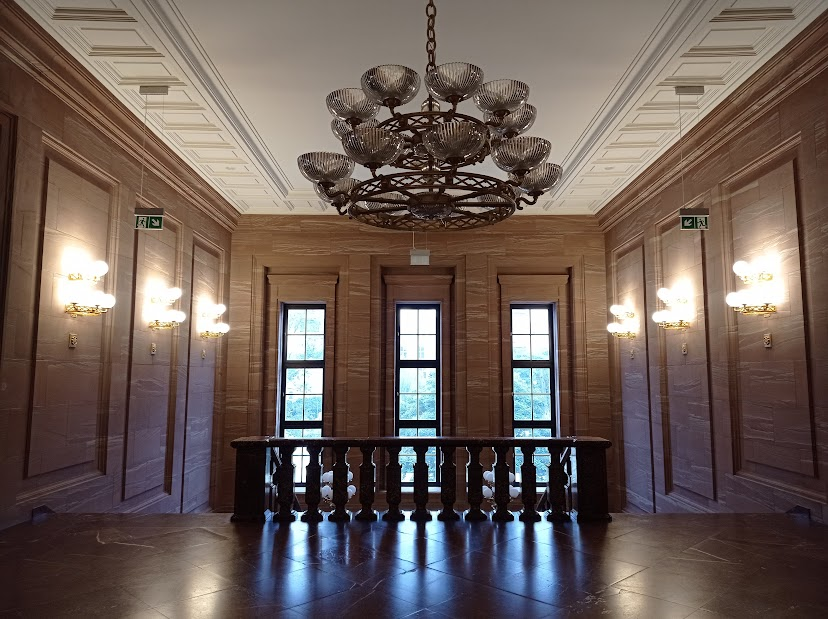
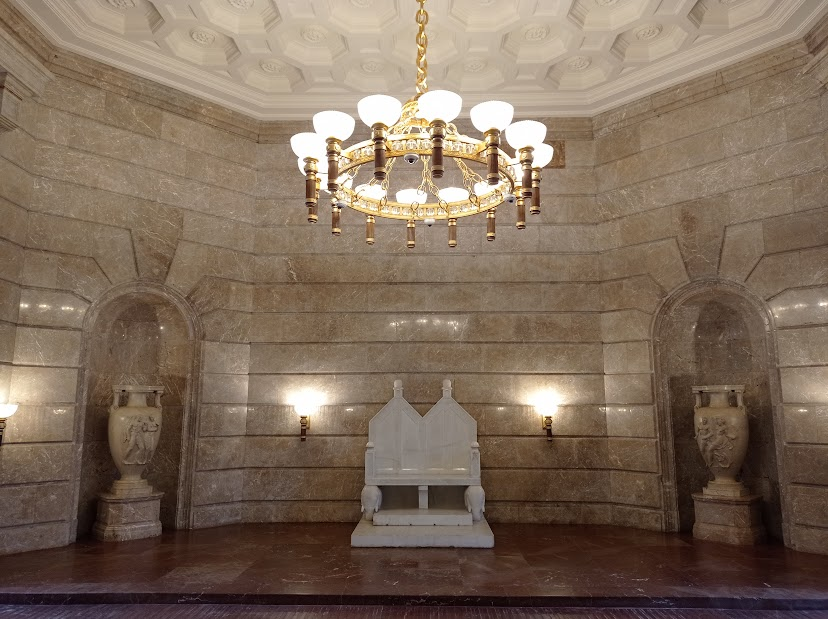
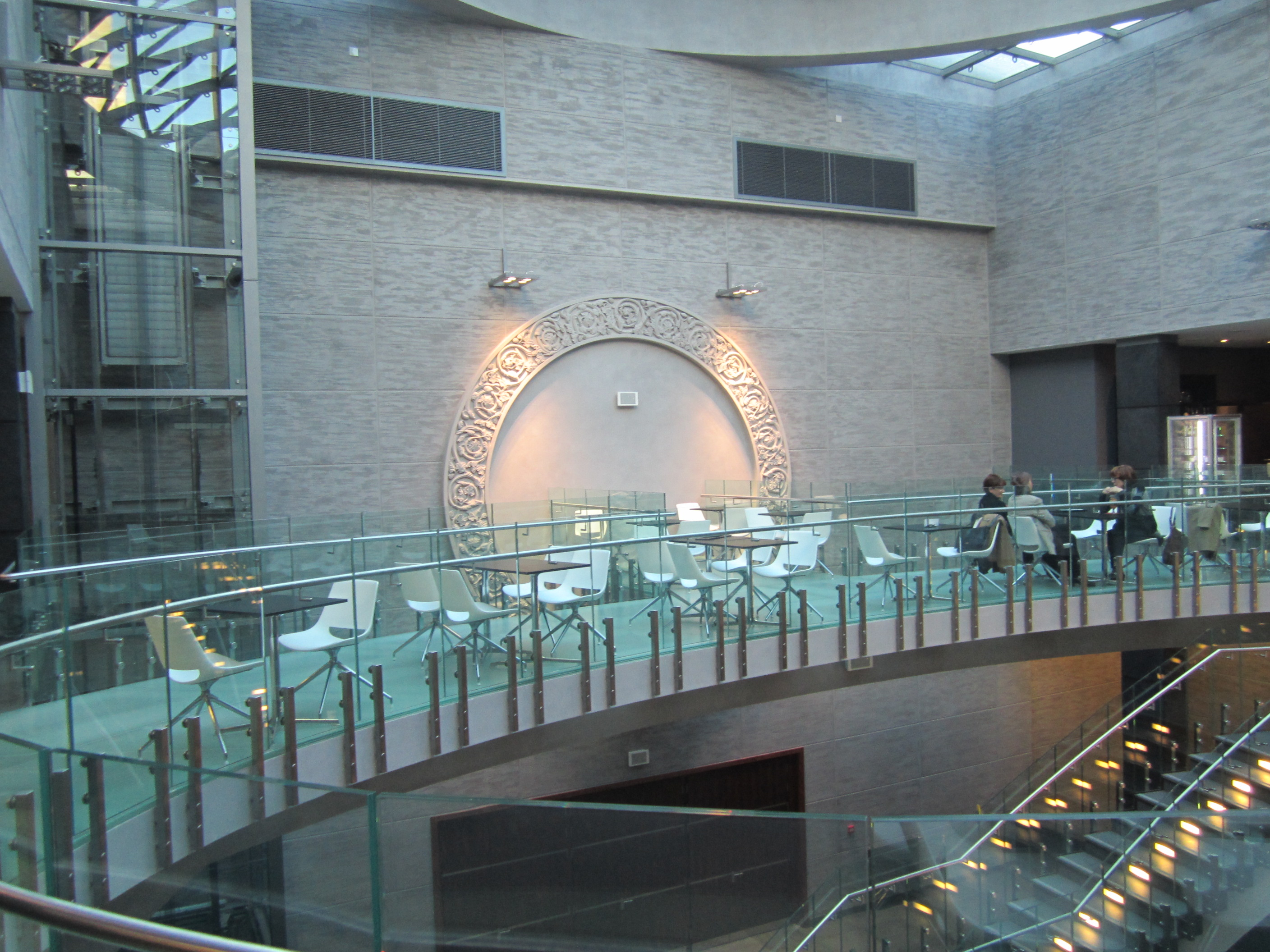
Kawiarnia w Zamku
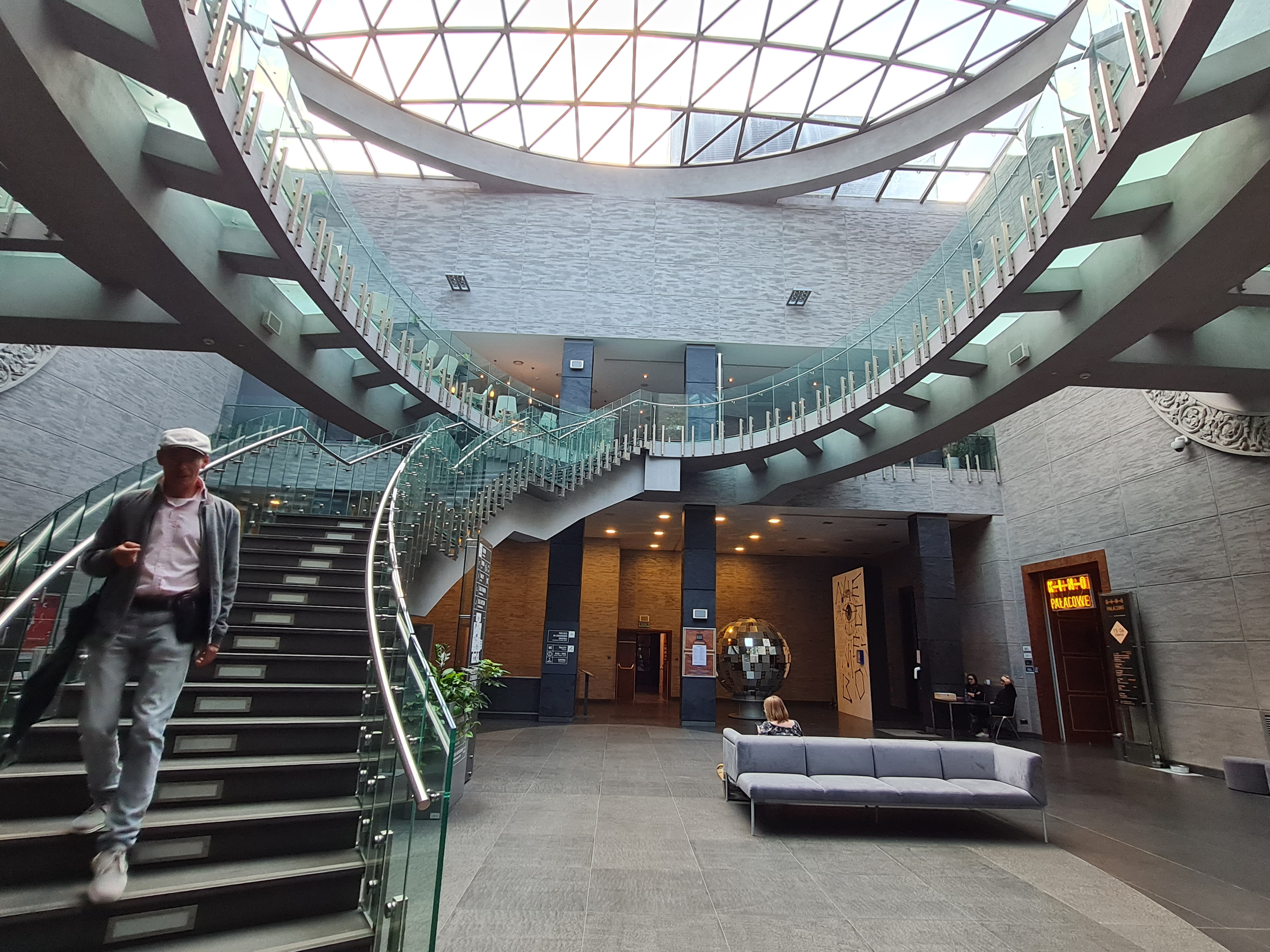